# Teitur
Teitur, de son vrai nom Teitur Lassen, est un chanteur, musicien et compositeur de pop et de rock féroïen, actif depuis 2003.
Teitur a réalisé et co-composé l'album Le Cheshire Cat et moi de Nolwenn Leroy, paru en 2009.

## Discographie

### Albums
- Mark No Limits, tutl Creative Music, 1996
- Sólin og Regnið, Teitur Songs, 2002
- Poetry and Aeroplanes, Universal, 2003.
- Stay Under the Stars, Arlo & Betty Recordings Ltd, 2006.
- Káta Hornið, Arlo & Betty Recordings Ltd, 2007.
- The Singer, Arlo & Betty Recordings Ltd, 2008.
- Let The Dog Drive Home, Arlo & Betty Recordings Ltd / Playground Music, 2010.
- Story Music, 2013
- Confessions, 2016
- Running Music, 2018
- I Want to Be Kind, 2018